# Valsa (fungo)
Valsa é um gênero de fungos da família Valsaceae.  Existem mais de 70 espécies no gênero. Os anamorfos são classificados no gênero Cytospora. 

## Espécies
- Valsa abietis
- Valsa abrupta
- Valsa ambiente
- Valsa auerswaldii
- Valsa ceratófora
- Valsa ceratosperma
- Valsa ceuthospora
- Valsa cipri
- Valsa eugeniae
- Valsa germânica
- Valsa intermediária
- Valsa japonesa
- Valsa Kunzei
- Valsa laurocerasi
- Valsa Mali
- Valsa nívea
- Valsa paulowniae
- Valsa pini
- Valsa platani
- Valsa pustulata
- Valsa querna
- Valsa salicina
- Valsa sordida
- Seringa Valsa